# فیلادلفیا، پاراگوئه
فیلادلفیا، پاراگوئه (به اسپانیایی: Filadelfia) یک منطقهٔ مسکونی در پاراگوئه است که در Filadelfia واقع شده‌است. فیلادلفیا ۹٬۷۱۳ نفر جمعیت دارد.